# Deweyville, Texas
Deweyville là một nơi ấn định cho điều tra dân số (CDP) thuộc quận Newton, tiểu bang Texas, Hoa Kỳ. Năm 2010, dân số của nơi này là 1023 người.

## Dân số
- Dân số năm 2000: 1190 người.
- Dân số năm 2010: 1023 người.